# Comté de Logan (Kentucky)
Pour les articles homonymes, voir Comté de Logan.
Le Comté de Logan est un comté de l'État du Kentucky, aux États-Unis. Son siège se situe à Russellville.
Fondé en 1792, il a été nommé d'après Benjamin Logan.